# .al
.al je vrhovna internetska domena (country code top-level domain - ccTLD) za Albaniju. Domenom upravlja Elektronska i poštanska komunikaciska uprava Albanije (AKEP).

## Vanjske poveznice
- IANA .al whois informacija  Arhivirana inačica izvorne stranice od 16. svibnja 2008. (Wayback Machine)